# 얼다오구

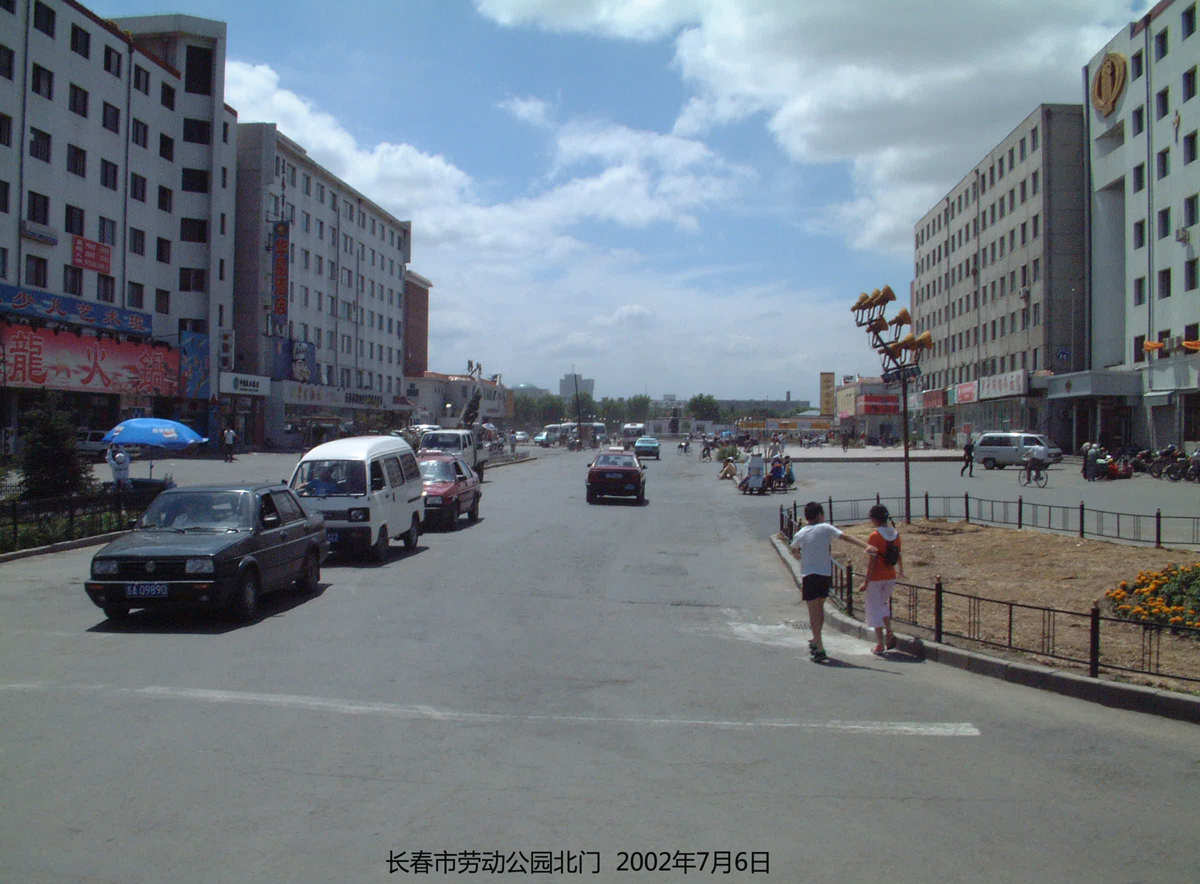

얼다오구(한국어: 이도구, 중국어: 二道区, 병음: Èrdào Qū)는 중화인민공화국 지린성 창춘시의 행정 구역이다. 넓이는 965km2이고, 인구는 2007년 기준으로 550,000명이다.

## 행정 구역
7개 가도, 2개 진, 3개 향을 관할한다.
- 가도: 和顺街道, 东盛街道, 荣光街道, 吉林街道, 东站街道, 远达街道, 八里堡街道.
- 진: 三道镇, 劝农山镇.
- 향: 英俊乡, 四家乡, 泉眼乡.